# Кич
Кич (рос. Кыч) — річка в Росії, права притока Іла. Протікає територією Дебьоського району Удмуртії.
Річка починається на південний захід від колишнього присілка Князево. Протікає спочатку на північний схід, потім повертає на північ, а в нижній течії повертає на захід. Впадає до Іла на території присілка Такагурт. На річці створено декілька ставків. Приймає декілька дрібних приток.
Над річкою розташовані присілки Старий Кич та Такагурт.